# Yingluck Shinawatra
Yingluck Shinawatra (en tailandés: ยิ่งลักษณ์ ชินวัตร, pron. yinlác chinaguát) (San Kamphaeng, 21 de junio de 1967) es una política tailandesa, líder del Puea Thai, brazo político de los denominados Camisas Rojas y heredero de los ilegalizados Thai Rak Thai y el Partido del Poder del Pueblo, hermana del derrocado primer ministro tailandés, Thaksin Shinawatra. Fue elegida primera ministra de Tailandia el 5 de agosto de 2011, siendo la primera mujer en ocupar el cargo. El 7 de mayo de 2014 fue destituida por orden del Tribunal Constitucional de Tailandia por un delito de abuso de poder. Quince días después se produciría un golpe de Estado, duodécimo con éxito desde 1932, y que depuso al primer ministro interino, Niwatthamrong Boonsongpaisan.

## Biografía
Yingluck Shinawatra es la menor de los nueve hijos de Lert Shinawatra y de Yindee Ramingwong. Se le puso el apodo Pou (Thai: ปู, significa "cangrejo"). Yingluck creció en Chiang Mai y asistió a Regina Coeli College, una escuela de niñas, y luego a Yupparaj College, una escuela mixta. 
Yingluck fue directiva de la empresa tailandesa SC Asset Co., Ltd, y licenciada en Ciencias Políticas y Administración Pública por la Universidad de Chiang Mai y máster en administración por la Universidad de Kentucky. 
Fue nombrada líder del Puea Thai dos meses antes de las elecciones generales de 2011, donde venció al hasta entonces primer ministro, Somchai Wongsawat, obteniendo 265 escaños frente a 159 del Partido Demócrata, con un discurso político en el que apeló a su propio hermano Thaksin, exiliado después del golpe de Estado de 2006. Fue condenada por corrupción, y en el año 2017, año de su sentencia, no apareció en el juicio. Fue condenada a 5 años de prisión. Actualmente, se encuentra en paradero desconocido. En 2019, el gobierno serbio le otorgó la nacionalidad serbia. 